# Detlef Kammholz
Detlef Bruno Kammholz (* 17. Dezember 1939 in Bad Polzin) ist ein deutscher Flottillenadmiral außer der Deutschen Marine der Bundeswehr.

## Leben
Detlef Kammholz trat 1958 in die Bundesmarine ein (Crew IV/58). 1967 schloss er als Kapitänleutnant ein Studium an der Naval Postgraduate School in Monterey (Kalifornien) mit dem Master of Science im Electrical Engineering ab (M.S.E.E.). Anschließend wurde er als Fregattenkapitän militärischer Leiter und Vorgesetzter der Studierenden des Fachgebiets Elektrotechnik an der Hochschule der Bundeswehr in Hamburg. In dieser Funktion lernte er den dortigen Professor Reinhart Lunderstädt kennen, welcher ihn in seinem Buch als „besten Freund“ bezeichnet. 1996 war er als Flottillenadmiral Beauftragter für die Realisierung der Marinestruktur 2005 beim Inspekteur der Marine. Im Dezember 1996 löste er Uwe Kahre als Stellvertretender Kommandeur und Chef des Stabes des Marineunterstützungskommandos (MUKdo) sowie Admiral Logistiktruppen ab. Als Abteilungsleiter im Marineunterstützungskommandos ging er 2000 in den Ruhestand.
Polzin ist verheiratet und hat zwei Kinder.

## Auszeichnungen
- Verdienstkreuz am Bande des Verdienstordens der Bundesrepublik Deutschland
- Ehrenkreuz der Bundeswehr in Gold